# Márcio Macedo
Márcio José Carneiro Macedo, ou apenas Márcio Macedo, (Três Rios, 3 de agosto de 1944) é um advogado e político brasileiro, outrora deputado federal pelo Rio de Janeiro.

## Dados biográficos
Filho de Arsonval Silveira Macedo e Rosa Carneiro Macedo. Eleito deputado estadual pelo MDB do Rio de Janeiro em 1966, 1970 e 1974, formou-se advogado em 1971 na Universidade Federal Fluminense. Em 1978 foi eleito deputado federal e seguiu o governador Chagas Freitas e ingressou no PP em 1980 no retorno ao pluripartidarismo. Devido à incorporação de seu partido ao PMDB no final de 1981, Márcio Macedo integrou-se à nova legenda sendo reeleito em 1982. Durante o mandato votou a favor da Emenda Dante de Oliveira em 1984 e em Tancredo Neves no Colégio Eleitoral em 1985. Não reeleito no pleito seguinte, serviu ao governador Moreira Franco como presidente da Companhia Docas do Rio de Janeiro e depois chefe do escritório de representação do governo fluminense em Brasília. Ao deixar este cargo em 1991, voltou a atuar como advogado.